# Нильссон, Виллиам
Виллиам Микаэль Нильссон (швед. William Mikael Nilsson; род. 24 октября 2004) — шведский футболист, нападающий клуба «Хеккен».

## Клубная карьера
Футболом начинал заниматься в «Эльвсборге», откуда в 2019 году перешёл в «Хеккен», где выступал за различные юношеские команды. С начала 2022 года начал привлекаться к тренировкам с основной командой клуба, принимал участие в товарищеских матчах. 2 октября 2022 года дебютировал в чемпионате Швеции в игре с «Варбергом», появившись на поле на 86-й минуте вместо Ибрахима Садика.

## Личная жизнь
Родители Виллиама в прошлом профессиональные спортсмены. Отец, Микаэль Нильссон, футболист, провёл за «Гётеборг» 609 матчей, что является клубным рекордом. Участвовал в составе национальной сборной Швеции в чемпионате Европы 1992 года и мировом первенстве 1994 года. На обоих турнирах становился бронзовым призёром. Мать, Луиза Карлссон, известная пловчиха, обладательница медалей чемпионатов Европы и мира, установившая несколько мировых рекордов.

## Клубная статистика
| Выступление      | Выступление      | Выступление      | Лига | Лига | Кубки | Кубки | Конт. кубки | Конт. кубки | Итого | Итого |
| Клуб             | Лига             | Сезон            | Игры | Голы | Игры  | Голы  | Игры        | Голы        | Игры  | Голы  |
| ---------------- | ---------------- | ---------------- | ---- | ---- | ----- | ----- | ----------- | ----------- | ----- | ----- |
| Хеккен           | Алльсвенскан     | 2022             | 1    | 0    | 0     | 0     | 0           | 0           | 1     | 0     |
| Хеккен           | Итого            | Итого            | 1    | 0    | 0     | 0     | 0           | 0           | 1     | 0     |
| Всего за карьеру | Всего за карьеру | Всего за карьеру | 1    | 0    | 0     | 0     | 0           | 0           | 1     | 0     |